# Sainte-Marie-en-Chanois
Sainte-Marie-en-Chanois là một xã ở tỉnh Haute-Saône trong vùng Franche-Comté phía đông nước Pháp.